# Indiase beo
De Indiase beo (Gracula indica) is een vogelsoort die behoort tot de spreeuwachtigen (Sturnidae). De vogel werd in 1829 door de Franse natuuronderzoeker  Georges Cuvier als aparte soort met de naam Eulabes indicus geldig beschreven. Later werd deze soort vaak beschouwd als een ondersoort van de grote beo, G. religiosa indica. Het taxon staat als soort op de IOC World Bird List.

## Verspreiding en leefgebied
Het is een vogelsoort die voorkomt in het zuidwesten van India en op Sri Lanka. 

## Status
Dit taxon wordt sinds 2016 erkend door BirdLife International en heeft de vermelding "niet bedreigd" op de Rode Lijst van de IUCN. De populatie-aantallen nemen af, maar niet in een tempo waardoor er kans op uitsterven bestaat.